# Raubkatze (1949)
Raubkatze ist ein US-amerikanischer Abenteuerfilm aus dem Jahr 1949 von Phil Karlson. 

## Handlung
In den Bergen von Utah folgt Tom Eggers den Spuren eines Pumas, der bei Ranchern der Umgegend Vieh gerissen hat. Tom begegnet dabei Danny Turner, der auf dem Weg zur Berghütte seines Onkels Gil Hawks ist, der dort mit seinen Söhnen Wid und Jim lebt. Von Tom zur Hütte geführt, wird Danny dort aber von seinen Verwandten abgewiesen.
Auf seinem Rückweg wird Danny von dem Postboten Matt Cooper in dessen Wagen mitgenommen. Danny will zu einer anderen Hütte, die einem Freund seiner gerade verstorbenen Mutter gehört, und Matt bietet ihm an, ihn hinzufahren. Als er jedoch erfährt, dass Dannys Mutter eine gewisse Lucy Hawks ist, wirft er ihn vom Wagen. Danny erreicht die Hütte und begegnet dort wieder Tom, der sich als der Freund seiner Mutter herausstellt. Danny entschuldigt sich für sein unerwartetes Auftauchen, das er aber per Telegramm angekündigt hatte. Tom findet das Telegramm auch, das jedoch gerade erst geliefert wurde. Danny informiert ihn über den Tod seiner Mutter.
Am nächsten Tag beten die Kirchenbesucher der Gegend um dringend benötigten Regen. Gil Hawks will sich bei Danny entschuldigen, doch der lehnt Gils Einladung ab. Er geht zurück zu Tom, der ihn aufklärt, dass Lucy nach Philadelphia gegangen war, nachdem Gil ihr verboten hatte, Tom zu heiraten. Später suchen Gil und seine Söhne Tom auf. Der Puma hat eine von Gils Stuten gerissen. Er bietet Tom 150 Dollar für die Erlegung der Raubkatze. Tom fordert Danny auf, sein Gewehr zu holen. Gil und seine Söhne brechen in Gelächter aus, als sie Dannys kleinkalibrige Waffe sehen. 
Auf der Suche nach dem Puma erlegen Danny und Tom einen Hirsch. Sie bringen das erlegte Tier zur Hütte und hängen den Kadaver auf ein Gestell. Das lockt den Puma an. Tom sucht sein Gewehr, hat es jedoch an der Stelle liegen lassen, an dem der Hirsch geschossen wurde. Verzweifelt schießt Danny mit seiner kleinkalibrigen Waffe auf den Puma, der Tom anfällt und tötet. Dannys Waffe ist nutzlos, der Puma flüchtet. Danny verfolgt den Berglöwen bis zu seinem Versteck. Gil verfolgt mit seinem Hund Spike Danny, der in die Höhle eindringt. Der Puma ist bereit zum Angriff, wird aber selber von Spike angegriffen. Danny kann nun den Puma aus kurzer Distanz töten. Gil übergibt das ausgelobte Geld an Danny, der danach zu Toms Hütte zurückkehrt. In seinem Testament hat Tom Danny die Hütte vermacht. Kurze Zeit später feiern die Bewohner der Gegend den lange erwarteten Regen.

## Produktion
Gedreht wurde der Film von Anfang Juli bis Anfang August 1948 in Utah (Bryce-Canyon-Nationalpark, Kanab) sowie in den Universal-Studios in Universal City.

## Stab und Besetzung
Roy Seawright war für die Spezialeffekte verantwortlich. Irving Friedman war der musikalische Direktor.

## Veröffentlichung
Die Premiere des Films fand am 21. April 1949 statt. In der Bundesrepublik Deutschland kam er am 23. November 1950 in die Kinos, in Österreich schon am 6. November 1950. 

## Kritiken
Das Lexikon des internationalen Films schrieb: „Melodramatisches B-Movie.“
Der Kritiker der Variety sah einen üppig gefilmten, hochkalibrigen Actionfilm.
Laut dem All Movie Guide ist The Big Cat ein schön gefilmtes „Outdoor-Drama“ in Technicolor unter der schnörkellosen Regie von Phil Karlson, der später bei Anhängern der Auteur-Theorie Beachtung gefunden habe. Die beste Schauspielleistung des Films biete Preston Foster als störrischer Hinterwäldler.